# Tetianh
Tetianh Crni (egipatski Tetiankhkem, eng. Tetiankh the Black) bio je princ drevnog Egipta 6. dinastije.
Bio je sin faraona Tetija II i jedne od njegovih žena, kraljice Huit II te unuk kraljice Сешесет i polubrat Pepija I.
Tetianh, čije ime znači „Teti živi“, umro je pre svog oca. Moguće je da je neko vreme bio krunski princ.
Čini se da je Tetianh imao oko 15 godina kad je umro.
Prema staroj teoriji, ovaj je princ bio sin Pepija.